# 高槻給食
高槻給食株式会社（たかつききゅうしょく、英: Takatsuki Food Service Co., Ltd.）は、大阪府高槻市に本社を置き給食サービスを展開する企業。

## 概要
1973年（昭和48年）7月1日設立。会社、事業所、病院等の社員食堂の飲食提供及び運営管理、公立学校および私立学校の食堂等の飲食提供及び運営管理のほか、事業所、職域、学校売店の運営管理、仕出し及び各種折詰弁当の製造販売、社員寮の管理などを主たる事務内容とする。

## 沿革
- 1965年（昭和40年）4月 - 安満519番地にて「高槻商工福祉事業共同組合」として創業[1]。
- 1973年（昭和48年）7月 -高槻商工福祉事業共同組合を解散後、高槻給食株式会社として設立。 [1]。
- 1975年（昭和50年）1月 - 高槻市緑町20-10に本社事務所及び本社工場移転[1]。
- 1982年（昭和57年）8月 - 高槻市高槻町2-11(現住所)に本社事務所及び本社工場移転。
- 1994年（平成6年）6月 -優良給食サ－ビス事業者として認定 [1]。
- 1997年（平成9年）1月 - 農林省より、ゆとりと豊かさ創造優良給食事業者賞を受賞[1]。
- 1997年（平成9年）12月 - 財団法人大阪21世紀協会長賞を受賞[1]。
- 2002年（平成14年）11月 -大阪府より本社工場が優良衛生施設として表彰。
- 2012年（平成24年）6月 -新本社ビル竣工。同ビル一階にに本社工場直営コンビニエンスストア、メグマートを開設[1]。
- 2013年（平成25年）4月 - 大阪府高槻市高齢者宅配給食受託[1]。

## 事業所
- 本社（大阪府高槻市高槻町2番11号）[2]

## 衛生管理
高槻給食では創業以来一度も食中毒を出していない。

## 本社工場
本社ビルの中に併設されている。蒸気と熱を利用し均一的な大量調理を実現するスチームコンベクションオーブンや食材を冷却し保存させるブラストチラーを導入している。